# K2-171
K2-171, EPIC 206049764 — одиночная звезда в созвездии Водолея на расстоянии приблизительно 1993 световых лет (около 611 парсек) от Солнца.
Вокруг звезды обращается, как минимум, одна планета.

## Характеристики
K2-171 — жёлтая звезда спектрального класса G. Масса — около 0,89 солнечной, радиус — около 2,38 солнечного, светимость — около 3,28 солнечной. Эффективная температура — около 5250 К.

## Планетная система
В 2018 году командой астрономов, работающих с фотометрическими данными в рамках проекта Kepler K2, было объявлено об открытии планеты EPIC 206049764.01 b.